# Ромер, Кристина
Кристина Ромер (англ. Christina Duckworth Romer, род. 25 декабря 1958 года, штат Иллинойс) — американский экономист и педагог. Председатель Совета экономических консультантов при президенте Бараке Обаме (с 29 января 2009 года до 2 сентября 2010 года), постоянный профессор экономического факультета Калифорнийского университета в Беркли.

## Биография
Родилась в Олтоне, штат Иллинойс, США. Училась в школе в Огайо.
Степень бакалавра экономики получила в Колледже Уильяма и Мэри (1981), а докторскую степень (PhD) — в Массачусетском технологическом институте (1985). В качестве преподавателя (англ. assistant professor ) начала работу в Принстонском университете. С 1988 года преподаёт в Калифорнийском университете в Беркли, став полным профессором (англ. full professor) в 1993 году.
24 ноября 2008 года вновь избранный президент США Барак Обама предложил кандидатуру Кристины Ромер на пост Председателя Совета экономических консультантов.
29 января 2009 года Кристина Ромер приступила к исполнению обязанностей Председателя Совета. 5 августа 2010 года было объявлено, что 2 сентября Кристина Ромер уходит с поста Председателя Совета и возвращается к преподаванию в Калифорнийском университете в Беркли. Указывают, что её уход произошёл из-за конфликта с Саммерсом.
Являлась вице-президентом Американской экономической ассоциации.
Почётный доктор наук Сент-Эндрюсского университета (2014). Она также имеет почётную степень от родного колледжа.
Муж — известный экономист Дэвид Ромер. В семье дочь и 2 сына.

## Научный вклад
Специалист по экономическим кризисам и способам выхода из них, она часто обращается к экономической истории.
Ранние работы Кристины Ромер посвящены анализу макроэкономической нестабильности в США в довоенное и послевоенное время (1930−40-е годы). В дальнейшем она изучала причины Великой депрессии и историю выхода из неё.
Серьёзный акцент в последующих работах был сделан на монетарной политике США в 1950-е годы.
Современные исследования посвящены влиянию налоговой политики на деятельность правительства и общий экономический рост.